# Ferrovia Cremona-Cremona Po
La ferrovia Cremona-Cremona Po era un raccordo tra la stazione ferroviaria e il porto fluviale di Cremona. Attivato nel 1916, ad oggi (2018) risulta dismesso. 
L'ex piazzale binari dello scalo di Cremona Po attualmente è occupato da un parco pubblico.

## Percorso
| Unknown route-map component "exKDSTa" |

| Unknown route-map component "exAENDEr%2Br" |

|  | Unknown route-map component "xABZg+l" | Unknown route-map component "CONTfq" |

|  | Unknown route-map component "eABZg+l" | Unknown route-map component "exCONTfq" |

|  | Unknown route-map component "ABZg+l" | Unknown route-map component "CONTfq" |

| Station on track |

|  | Unknown route-map component "ABZgl" | Unknown route-map component "CONTfq" |

| Unknown route-map component "CONTgq" | One way rightward |  |

## Fonte
http://www.t-i-m-o-n-e.it/ricordi/rdr/rdrdett.php?id=0235